# Rede Tropical de Comunicação
Rede Tropical de Comunicações é um grupo de comunicação do Rio Grande do Norte, com sede na capital Natal. Pertence à José Agripino Maia e foi inaugurada em 31 de outubro de 1987, a partir da criação da TV Tropical, sendo que no mesmo ano, a emissora adquiria a Rádio Tropical fundada em 1962, hoje CBN Natal. Além da TV Tropical e da CBN Natal, a empresa também controla a Mix FM Natal, a Jovem Pan FM Seridó, além de muitas outras rádios pelo interior do estado.

## História
A história começa em 1962, depois da criação da Rádio Trairy, que na época havia sido fundada por Theodorico Bezerra, em 1981, a rádio foi adquirida pelo político paraibano Tarcísio Maia, e em 1984, ela tem seu nome alterado para Rádio Tropical.
No dia 31 de outubro de 1987, era criada a TV Tropical, na época afiliada a antiga Rede Manchete instalada no canal 8 VHF. No entanto, o Canal 8 já estava no ar antes do surgimento da TV Tropical, pois era apenas retransmissora do sinal da TV Jornal (afiliada à Rede Bandeirantes) desde 1985 através de enlaces (ou links) de transmissão de torres das repetidoras mantidas pela emissora. Em 1987, quando a TV Jornal passou ser afiliada ao SBT, o Canal 8 passou apenas repetir sinal da Bandeirantes, pois o SBT já tinha como afiliada a TV Ponta Negra, para evitar que a cidade receba sinal de duas emissoras afiliadas à mesma rede, transmissão que durou até a chegada da TV Tropical.
Em 1985, a empresa criava a Rádio Seridó, que na época apresentava uma programação independente, e era transmitida em AM 1100 kHz.
Na década de 90, todas os veículos de comunicação foram vendidos ao deputado José Agripino Maia. 
Em 1996, a TV Tropical que até então era só restrita apenas na Grande Natal, iniciou seu projeto de expansão de seu sinal, chegando a cidade de Mossoró. No mesmo ano, em março, a Rádio Tropical se afiliou a CBN, e tem seu nome alterado para CBN Natal.
Em 1997, as rádios Tropical FM (Natal), Rádio Seridó (Caicó) e a Rádio Cultura (Pau dos Ferros) se afiliaram a Rede SomZoom Sat.
No mesmo ano, a TV Tropical se torna afiliada a RecordTV, deixando de transmitir a Rede Manchete.
Em 2010, a Rede Tropical e a Mix FM fecharam um contrato de afiliação, no caso a Tropical FM, passaria a transmitir a programação a emissora, sendo que logo após isso a emissora estreou na frequência 103,5 MhZ.
Em 2016, a CBN Natal, passa a ser transmitida no FM 91,1 MhZ. Foi a primeira rádio de Natal que passou pela migração AM-FM.
Em 2017, outra rádio que passou por isso, foi a Rádio Seridó, em Caicó, que foi para o FM 100,7., na época foi anunciado que a emissora passaria a ser afiliada a Jovem Pan FM, e no dia 18 de julho, ao meio-dia, durante a transmissão do Panico, a emissora passou a transmitir a programação da rede paulista.

## Emissoras da Rede Tropical
- CBN Natal - FM 91.1 - Natal
- Seridó FM - FM 100,7  - Caicó
- Rádio Salinas - 95.5 FM - Macau
- Mix FM Natal - FM 103.9  - Natal

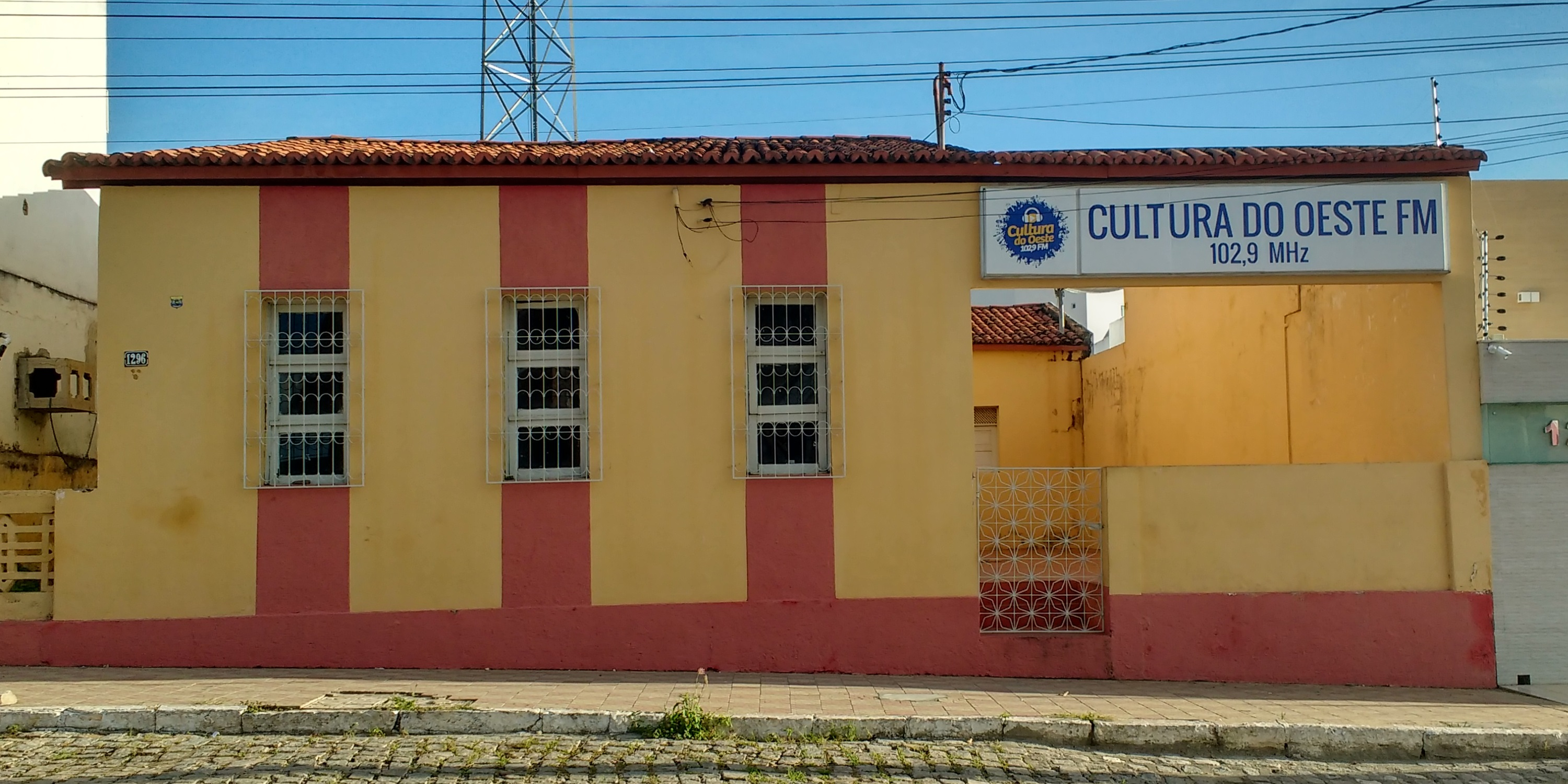
Rádio Cultura do Oeste em Pau dos Ferros

- Rádio Cultura do Oeste - 102,9 FM - Pau dos Ferros
- Rádio Curimataú - 103,5 FM - Nova Cruz
- Rádio Ouro Branco - 99,5 FM   - Currais Novos
- TV Tropical
- Tropical Vídeo